# José Sobejano y Erviti
José Sobejano y Erviti (Lleó, (Castella), 1819 - Madrid, (Castella), 1885), fou un compositor i pedagog musical espanyol; era fill del també músic José Sobejano y Ayala.
Fou deixeble de Mercadante, quan va estar a Madrid i més tard del seu pare. Durant algun temps es dedicà a l'ensenyament i fou director de les classes de piano i solfeig del convent de les Ursulines, fou soci fundador del Liceu Artístic, Acadèmia Filharmònica i Institut Espanyol, i president de la Societat de Mestres compositors i Professors Músics de Madrid.
Les seves obres principals són les òperes Isabella di Lara i Maria de Calderón, de les que només s'executaren alguns fragments; la sarsuela La llave del jardin'; un bon nombre de composicions religioses i cançons de caràcter espanyol, com les titulades El arenero, La buenaventura i El contrabandista.
Ell mateix edità el seu Método completo de piano fácil y progresivo, dividit en 3 quaderns (Madrid, ca 1880).